# Iglesia católica y ciencia

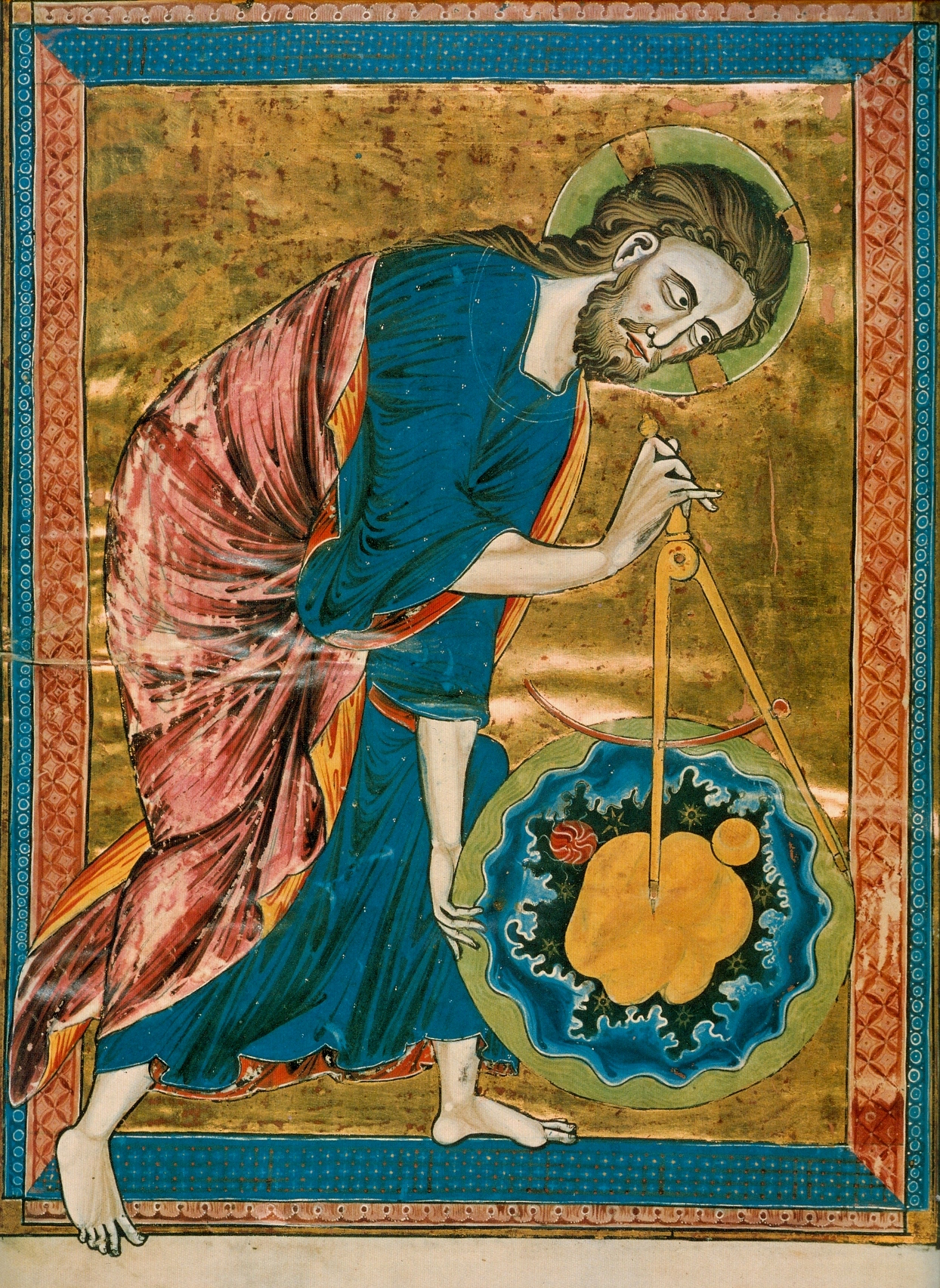
Dios como arquitecto/geómetra,
frontispicio de un códice de 1250.

La Iglesia católica (como institución y desde la actividad de sus miembros) ha establecido continuas relaciones con la ciencia y la cultura. Conocer la historia del vínculo Iglesia y ciencia resulta de interés en el mundo contemporáneo, para comprender de qué manera la Iglesia haya colaborado u obstaculizado la investigación científica, tanto para impulsar estudios como para oponerse a otros (por motivos doctrinales o morales).

## Historia

### Bajo Imperio romano
David C. Lindberg y Ronald Numbers dicen que los Padres de la Iglesia no prestaron interés especial en la filosofía natural o ciencias (actitud compartida por el mundo pagano y los intelectuales del Imperio Romano, solo la medicina y la astronomía eran tenidas en cuenta). El escritor Taciano proclamaba la inutilidad de la cultura pagana. Sin embargo, dichos Padres de la Iglesia defendieron su fe usando la razón y el conocimiento científico de la Grecia Clásica contra los paganos, las herejías y para la elucidación de las escrituras, preservando y transmitiendo esto durante el período de caos y violencia del primer siglo del cristianismo . Entre estos apologistas  destacan san Justino, san Ireneo de Lyon, san Hipólito de Roma, Novaciano, Tertuliano. Formando la Escuela de Alejandría están: Orígenes, san Panteno, san Cipriano y san Clemente. De la Escuela de Antioquía destaca san Luciano.
Durante el primer milenio del cristianismo, la ciencia tenía un papel secundario (distinto al actual), no por ello víctima de la intolerancia de la Iglesia: para esta, la ciencia más que enemiga, fue un valorable y confiable instrumento. La tradición científica de la experimentación creada por los filósofos presocráticos ya había sido relegada en su mayor parte por el pensamiento místico de Pitágoras y Platón. Durante el Imperio Romano la ciencia experimental y el desarrollo matemático prácticamente no existió. Carl Sagan señala a la pagana Hipatia  como la última representante de la ciencia. Hipatia (asesinada por una turba en el entorno de las luchas de poder político-religioso de esa época por la ciudad de Alejandría), fue maestra del obispo Sinesio de Cirene, con quien mantuvo una importante correspondencia. No hubo más actos violentos contra los filósofos paganos de la Escuela neoplatónica de Alejandría, que siguió activa hasta la conquista musulmana de Egipto en el año 640, sin que su actividad se viera interrumpida siquiera por el cierre de la Academia de Atenas en tiempos de Justiniano I.
Contemporáneos de Hipatia fueron la emperatriz romana consorte Elia Eudocia y el obispo Agustín de Hipona.
Elia Eudocia tenía gran formación literaria y retórica, fue conversa al cristianismo, y usó su gran influencia en la corte para proteger a paganos y judíos, además favoreció desde su posición privilegiada la cultura, rodeándose de gramáticos y filósofos.
Agustín de Hipona sostenía que la Biblia no tiene ninguna autoridad en temas científicos: ”El Espíritu de Dios que hablaba por medio de los autores sagrados, no quiso enseñar a los hombres estas cosas (de astronomía) que no reportan utilidad alguna para la vida eterna” (De Genesi ad literam o De la interpretación literal del Génesis, 2:9).
Según los científicos Roger Penrose y Paul Davies, Agustín tuvo una «intuición genial» acerca de la relación espacio-tiempo, al afirmar que el universo no nació en el tiempo sino con el tiempo, o sea, el tiempo y el universo surgieron a la vez, adelantándose así 1500 años a Albert Einstein y su Teoría de la Relatividad. También san Agustín, (quien tuvo contacto con las ideas del evolucionismo de Anaximandro) sugirió en su obra La ciudad de Dios, que Dios pudo servirse de seres inferiores para crear al hombre infundiéndole el alma, y aunque defendía la idea que la existencia es por Dios, no todo organismo y lo inerte salían de Él, sino que algunos sufrían variaciones evolutivas a partir de sus creaciones.
En este periodo se recuerda también a santa Fabiola de Roma, una noble matrona romana convertida al catolicismo muerta en 399, a quien se le atribuye la fundación del primer hospital que registre la historia de la civilización de Occidente, donde ella misma ayudaba como enfermera.

### La Edad Media

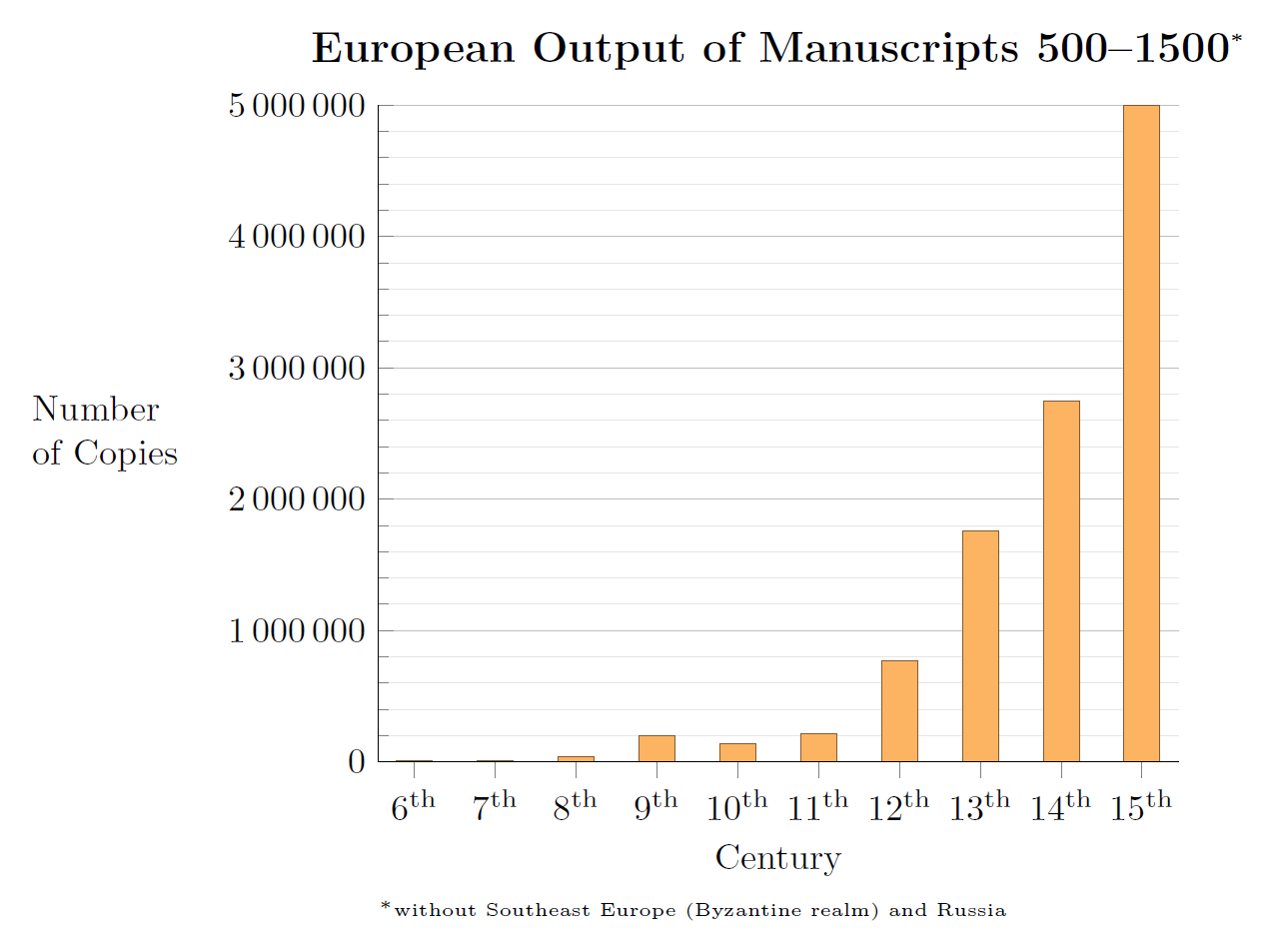
Número de manuscriptos producidos en la Edad Media.

Durante el período de las grandes migraciones y la posterior caída del Imperio romano de Occidente, al ser la Iglesia la única institución que quedó en pie en ese proceso, fue la que mantuvo lo que quedó de fuerza intelectual, especialmente a través de los monasterios y abadías que se dedicaron a proteger el legado cultural del Mundo Clásico. Por ejemplo, el centro más importante de preservación y transmisión de la cultura clásica se hallaba en la Abadía de Montecasino (fundada por Benito de Nursia), gracias a la labor de recopilación de los monjes benedictinos. Otro centro en donde se preservó la cultura de la Antigüedad clásica fue el Monasterio de Vivarium (fundado por Casiodoro). En opinión de Thomas Cahill, la civilización occidental fue rescatada por los monjes de la Misión hiberno-escocesa recopilando, transcribiendo y preservando la cultura clásica en los manuscritos que tiempo después se conservaron en las islas británicas.
Así también, mediante tres "vínculos" monacales: la cruz, el arado y el libro, (la espiritualidad, el trabajo y la cultura), se desarrollaron en torno a los monasterios y abadías, además de iglesias, la agricultura (junto con el urbanismo) y las bibliotecas.
La religión católica tuvo gran relación con la Ciencia medieval. Durante los años de la Alta Edad Media,  -aproximadamente del 476 al año 1000- la contribución de la Iglesia al movimiento científico fue de preservación y transmisión. Entre los nombres que se pueden mencionar en contribuir a la ciencia y la cultura, son los del teólogo y filósofo Boecio, el del obispo Isidoro de Sevilla y el del monje Beda el venerable. 
Importantísima es la mención del clérigo, teólogo y erudito pedagogo Alcuino de York quien al llegar a la corte de Carlomagno, reintrodujo la cultura clásica al continente y dio comienzo al Renacimiento carolingio, director y maestro de la Escuela palatina, es considerado como el primer "ministro de Educación" de la Historia. En dicha corte destacó también el monje y astrónomo irlandés Dungal de Bobbio, quien explicó el doble eclipse del año 810 basándose en los escritos de Macrobio y de Plinio el Joven. Paul Butzer sostiene que la corte de Carlomagno tuvo contacto con los conocimientos matemáticos de los árabes de España.
El emperador bizantino Miguel II envía a Aquisgrán las primeras copias de la obra de filosofía platónica de Pseudo Dionisio Areopagita, traducidas del griego al latín por Hilduino de Saint-Denis y Juan Escoto Erígena.
También en este periodo de la historia se pueden citar al obispo Teodulfo, al maestro benedictino Rabano Mauro, al monje y botánico Walafrido Strabo,  al abad Lupus Servatus, al monje Erico de Auxerre, al arzobispo y matemático León de Tesalónica, al teólogo y bibliógrafo Aretas de Cesarea, al archidiácono astrónomo Lupito de Barcelona y al escritor Abón de Fleury.
Notable es el aporte del monje Guido de Arezzo iniciador del tetragrama y la actual notación musical. Importante también es la creación del alfabeto glagolítico por los hermanos Cirilo y Metodio, y el posterior alfabeto cirílico inventado por el arzobispo Clemente de Ohrid, quien fundó una de las primeras universidades de la Cristiandad (después de la universidad de Constantinopla).También en esa misma ciudad de Ohrid, fundó la Escuela literaria de Ohrid y fue sucedido por el sacerdote Naum de Preslav.
Recordemos también el aporte a la ciencia de su época que le dieron algunas religiosas, como la canonesa Hroswitha de Gandersheim, quien en su interés por las ciencias del trívium  y quadrivium tradujo las principales obras científicas árabes, o la abadesa Hildegarda de Bingen, escritora, médico, naturalista y astrónoma o incluso la monja Herrada de Landsberg autora de la primera enciclopedia editada, escrita e ilustrada por una mujer, donde trata de compilar toda ciencia estudiada en su tiempo.
Un personaje que iluminó la llegada del primer milenio de la Iglesia (producto de la reforma educativa que inició Alcuino en el reinado de Carlomagno), fue el monje Gerberto de Aurillac, más conocido como el papa Silvestre II.Era docto en todas las artes liberales o ciencias de su tiempo: aritmética, geometría, astronomía, música, gramática, retórica y dialéctica, aparte de sus vastos conocimientos en filosofía, teología y hermenéutica. Entre sus grandes inventos se le atribuye: un reloj, un ábaco moderno, una nueva versión del monocordio y el prototipo de la taquigrafía.Ya siendo papa introdujo en Europa el sistema decimal de números arábigos y el uso del cero.
A comienzos del siglo XI el monje, astrónomo y matemático Eilmer de Malmesbury se convirtió en uno de los primeros seres humanos de la historia en realizar un intento serio por volar . Considerado pionero de la aviación, 900 años antes de que se patentara el aeroplano.
En ese mismo siglo el benedictino y escolástico Anselmo de Canterbury, sostenía que Dios actúa mediante un poder absoluto y un poder ordenado (potentia absoluta , potentia ordinata): si bien Dios tiene poder absoluto para hacer de una piedra un elfo, iría contra su misma dignidad hacer un caos del mundo, pues Dios lo rige a través del orden y leyes que Él mismo creó. Así, un milagro sería un suceso que por designio divino rompe con las leyes de la Física, y si el mundo fuese caótico no se distinguiría un milagro de algo que no lo es.
El filósofo y estudioso de la ciencia Guillermo de Conches (discípulo del religioso Bernardo de Chartres),  distinguía entre lo que Dios hace inmediatamente (por propia voluntad) y lo que hace por mediación de la naturaleza (instrumento de operación divina). Criticó también, a los clérigos que (a diferencia de su maestro), no ambicionaban estudiar las causas naturales de las cosas (cual fuese una irreverencia), sin buscar la razón de nada y no deseaban que los demás se dedicaran a la investigación.
Según el erudito medievalista Robert Bartlett, en la Edad Media los fenómenos naturales tenían explicación tanto natural como sobrenatural sin contradecirse. Ejemplo de esto lo dio el clérigo Oliver de Paderborn quien expresó saber que el eclipse lunar que ayudó a los cruzados a tomar de noche la ciudad de Damieta en 1218 era un fenómeno natural, pero también lo atribuye a la intervención divina.
Mención aparte merece el obispo Alberto Magno (o el Grande) quien además de teólogo y filósofo, era geógrafo, astrónomo, físico y químico. También sus obras cuentan tratados de lógica, metafísica, matemáticas, medicina y fisiología animal. Su método consistía en la observación, descripción y clasificación de los fenómenos estudiados, abriendo la puerta a trabajos futuros, considerándosele así precursor del progreso científico. Es incluso el santo patrón de las ciencias. También fue maestro del filósofo Tomás de Aquino, quien pensaba que no había contraposición entre religión y ciencia, y que la fe y la razón se complementan.
Otros nombres notables de esta época que se pueden mencionar en el aporte a la cultura son los de Teófilo Presbítero(1070-1125) cuyos tratados se consideran el precedente de la historiografía del arte, Francisco de Asís (1181-1226) fraile y fundador considerado el precursor de la Ecología, pues estimaba al medioambiente como un don a la humanidad que se debía respetar y cuidar , Witelo (1220-1277) fraile erudito en física, matemática, filosofía natural y autor didáctico,   Ramon Llull (1232-1315 ) franciscano, teólogo, político, escritor, inventor y estimado como pionero de la informática, Bonifacio VIII (1235–1303) papa, quien en el primer jubileo de la historia de la Iglesia originó la Seguridad Vial y Teodorico de Freiberg (1250-1310) dominico, a quien debemos la primera teoría acerca de la naturaleza del arco iris .

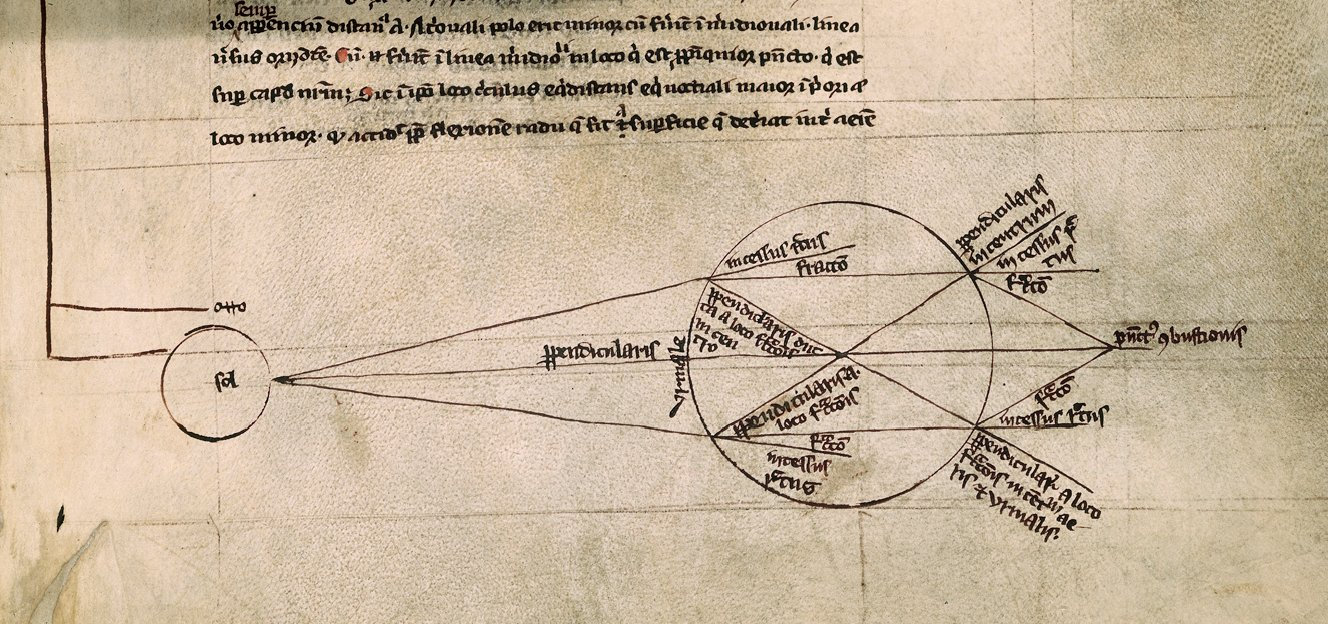
Estudio de la refracción de la luz por una lente esférica, por Robert Grosseteste, c. 1250.

El obispo Robert Grosseteste (1175-1253) fundó la Escuela de Oxford, un grupo de académicos franciscanos de la universidad de Oxford dentro de la escolástica tardía. El grupo, también formado por los frailes Roger Bacon, Juan Duns Scoto, Guillermo de Ockham, Tomás de York, John Peckham y Ricardo de Mediavilla, son especialmente conocidos por su aporte en filosofía, teología, lógica, matemática y física,  introduciendo así el Método Científico experimental. En el siglo XIV introdujeron la interpretación matemática en la física aristotélica, adelantando cuestiones nuevas que trataría la ciencia moderna.
Los Calculadores de Oxford  fue un grupo de filósofos-matemáticos compuesto por Thomas Bradwardine, William Heytesbury, Richard Swineshead y John Dumbleton, quienes (poco antes del cataclismo de la Peste Negra) se abocaron a la tarea de resorver problemas lógico-matemáticos. Según el físico e historiador científico Clifford Truesdell, las fuentes ahora publicadas demuestran efectivamente, que las principales propiedades cinemáticas de los movimientos uniformemente acelerados (aún atribuidas a Galileo) fueron descubiertas y probadas por estos académicos del Merton College.

El escolástico Jean Buridan (1300-1358) con su formulación de la teoría del ímpetu (desarrollada por el sacerdote Juan Cancio y el teólogo Juan de Celaya), sentó las bases para la posterior teoría de la inercia (desarrollada a su vez por Galileo y Newton).
Thomas Kuhn dice:

Jean Buridan y Nicolás Oresme, los escolásticos del siglo XIV fueron quienes llevaron la teoría del ímpetus a sus más perfectas formulaciones, son las primeras personas que se conozca de haber visto en los movimientos oscilatorios todo lo que luego vería Galileo.

Se dice que si se quisiera separar la ciencia antigua de la ciencia moderna, habría que hacerlo tal vez cuando Buridan desarrolló esta teoría, en el instante en que se dejó de considerar a los astros como "movidos por seres divinos", admitiendose que los movimientos celestes y los movimientos sublunares dependían de una misma mecánica.
Discípulos de Buridan fueron: el teólogo y filósofo Enrique de Langenstein, quien desarrolló las matemáticas en Viena y Alemania y trató especiales cuestiones astronómicas, Alberto de Sajonia, obispo que destacó entre los promotores europeos del espíritu científico y Marsilio de Inghen teólogo y reconocido filósofo aristotélico.
A inicios del siglo XV, el mercedario Juan Gilaberto Jofré y el dominico Vicente Ferrer , fundaron respectivamente un hospital psiquiátrico y un orfanato en Valencia (los más antiguos del mundo).

#### La Escuela de Chartres
Como parte del Renacimiento del siglo XII, la Escuela de Chartres (fundada por el abad Fulberto) fue el centro de reunión de una comunidad de filósofos y pensadores que realizaron grandes contribuciones al conocimiento humano. Fue en esta escuela catedralicia donde se sostuvo la idea que Dios regula el Universo a través de leyes creadas por Él mismo, por tanto, el mundo y todo lo creado podía ser mensurado y cuantificado usando el intelecto y la matemática.
Thierry de Chartres sostenía que los planetas y cometas, estaban constituidos de los mismos materiales con lo que estaba construida la Tierra, y no como sostenían los pensadores clásicos, que los cuerpos celestes debían estar compuestos de una "materia divina" o hasta "tener alma".
Thomas Goldstein describe la importancia de la escuela de Chartres así:

Formulando las premisas filosóficas, definiendo los conceptos básicos del cosmos de los cuales posteriormente se fueron especializando las ciencias, reconstruyendo sistemáticamente el conocimiento científico del pasado y emplazando el porvenir evolutivo de la ciencia occidental en una sólida vía cada uno de estos pasos parecen tan cruciales que, tomados en conjunto, pueden significar una sola cosa: que en un período de 15 o 20 años en torno a la mitad del siglo XII, un manojo de hombres estaban conscientemente comprometidos a lanzar la evolución de la ciencia occidental y dieron los grandes pasos que se necesitaban para lograr tal fin.

Adelardo de Bath es otro destacado representante de la Escuela de Chartres: tradujo del árabe los Elementos de Euclides, la Introducción a la Astrología de Albumasar y las Tablas Astronómicas de Al-Juarismi.
Un momento importante en la historia de la ciencia en la Europa cristiana medieval fueron las Condenas de la Universidad de París.La Iglesia certificaba que la Universidad de París era el centro intelectual de la cristiandad medieval. Por ello durante el siglo XIII los obispos de París condujeron una serie de investigaciones para prohibir ciertas enseñanzas de Aristóteles y de Averroes consideradas heréticas o contrarias al dogma cristiano. Así, en 1277 el obispo Étienne Tempier condenó las tesis de los profesores Sigerio de Brabante y Boecio de Dacia.
A pesar de tratarse de un claro acto de intolerancia y persecución contra el libre pensamiento por parte de la Iglesia, algunos historiadores destacan los beneficios de esto a la ciencia. Pierre Duhem le otorga una importancia crucial: dice que si se estableciese una fecha para el nacimiento de la ciencia moderna esta sería en 1277, pues la prohibición de la enseñanza de las ideas de Aristóteles propició que los intelectuales de la época se desembarazaran de los rígidos dogmas aristotélicos y comenzaran a tratar de experimentar. Para Stanley L. Jaki la concepción panteísta de muchas civilizaciones impedía que la ciencia naciera, y cree que el censurar ideas panteísticas de Aristóteles ayudó a los pensadores medievales a estudiar el mundo.

#### Mundo islámico, cultura clásica e Iglesia
Si bien la contribución islámica a la Europa medieval fue de gran importancia para el Renacimiento europeo desde el siglo XII, se ha menospreciado el papel de los propios occidentales y en particular de la Iglesia en la preservación y difusión del conocimiento del mundo clásico. Recuérdese (como anteriormente se vio) como los monasterios y abadías protegieron el legado cultural de la Antigüedad clásica.
Según el profesor Sylvain Gouguenheim el papel islámico en la preservación e introducción de la cultura griega al Occidente fue relativo por los siguientes puntos:
- Occidente mantuvo vínculos con el Bizancio cristiano,  por los que circulaban los antiguos textos griegos,
- del año 685 al 752, buena parte de los papas fueron de origen griego y sirio,
- entre el 758 y el 763, el rey franco Pipino el Breve pide al papa Pablo I  envíarle textos griegos, como la Retórica de Aristóteles,
- en Sicilia y Roma nunca faltaron lectores de griego,
- Occidente recordaba que los evangelios se escribieron en griego y que los Padres de la Iglesia citaban a los filósofos clásicos,
- desde Carlomagno (con Alcuino y su "renacimiento carolingio") hasta el siglo XIII, hubo en Europa varios "renacimientos parciales" cuando las circunstancias lo permitían; en ellos no hubo especial aportación desde el mundo islámico,
- los traductores de la abadía francesa de Mont-Saint-Michel tuvieron un papel primordial al traducir casi toda la obra de Aristóteles directamente del griego al latín, y lo hicieron varias décadas antes de que la Escuela de Traductores de Toledo tradujera las obras de Aristóteles del árabe al latín.

En consonancia con Gouguenheim, el historiador Manuel Alejandro Rodríguez de la Peña señala que en Occidente se dieron varios renacimientos parciales de las artes y ciencias: el renacimiento carolingio, el renacimiento alfrediano de Alfredo el Grande, el renacimiento alfonsí de Alfonso el Sabio, el renacimiento otoniano y el reinado de Carlos el Sabio. Según de la Peña, el noventa por ciento de los escritos de los sabios latinos de la antigüedad ya habían sido recuperado por los copistas de Carlomagno.

Abadía de Mont-Saint-Michel.

Según Thomas Woods la contribución  a la ciencia de los académicos ortodoxos islámicos, ocurrió "a pesar de", más que debido a ellos: estos rechazaban la total concepción del universo que implicara leyes físicas consistentes, pues la absoluta autonomía de Alá no podía ser restringida por leyes naturales (que solo eran sus meros hábitos de expresión), que podrían ser descontinuadas en el tiempo.
A partir del siglo XII el uso de la lógica empírica de la tradición de los filósofos presocráticos fue rescatada por los pensadores del Medioevo, entre ellos los ya mencionados: Gerberto de Aurillac, Alberto Magno , Roberto Grosseteste , Roger Bacon , Alberto de Sajonia , Nicolás Oresme y Jean Buridan.
Entre los primeros traductores de Aristóteles estuvo Jacobo de Venecia, (muerto alrededor de 1150), quien vivió  muchos años en la corte de Constantinopla y tradujo las obras de Aristóteles directamente del griego al latín mucho antes que Raimundo de Toledo asumiera como obispo y diera inicio a la Escuela de Traductores de Toledo.También el dominico Guillermo de Moerbeke (1215-1286) fue un prolífico y famoso traductor de textos filosóficos, médicos y científicos utilizando las fuentes originales griegas. Incluso, el sacerdote y sabio italiano del siglo XV Giovanni Aurispa, es recordado como el gran promotor y preservador de la mayor parte de nuestro conocimiento de las obras clásicas griegas.

#### El reloj y las gafas
- El Reloj. La historia europea señala que entre los primeros inventores del reloj están los monjes del Medioevo, esto, por su gran necesidad de administrar el día entre el trabajo y la oración, por lo que debieron superar así, rudimentarios marcadores del tiempo, (diurnos y nocturnos) como el reloj de horas canónicas, o el reloj de vela. Así, en los monasterios se ingeniaron mecanismos para saber con más exactitud las horas de rezo.[49] Se cree que el ya antes citado monje benedictino Gerberto de Aurillac (futuro papa Silvestre II), fue el inventor de un reloj de ruedas dentadas, a finales del siglo X. Otras fuentes señalan que uno de los primeros relojes que habla la historia construido sobre principios mecánicos fue el horologium astronomicum (reloj astronómico) del abad inglés Richard de Wallingford,  de principios del siglo XIV.[50][51]
- Las gafas. Los estudiosos religiosos occidentales desarrollaron las primeras ayudas para la visión en Europa.El franciscano Robert Grosseteste (ya estudiado anteriormente), en su tratado "De irride" (En el arcoíris) escrito entre 1220 y 1235 menciona el uso de la óptica para leer letras pequeñas. Su discípulo, el también ya conocido fraile franciscano Roger Bacon,  en su libro Opus Maius (remitido al papa en 1267), plantea el uso de lentes convexos para compensar la presbicia, siendo el primero que deja un registro de la corrección de defectos visuales mediante lentes.Aunque los orígenes de su creación son anónimos, comúnmente se da la invención de las lentes convexas en Europa a Alessandro Spina (fraile italiano y maestro vidriero), por ser este quien difundió su construcción entre 1285 y 1289.[52][53] Años más tarde, se atribuye al cardenal Nicolás de Cusa la invención de los lentes cóncavos para tratar la miopía en 1451.

#### Las universidades

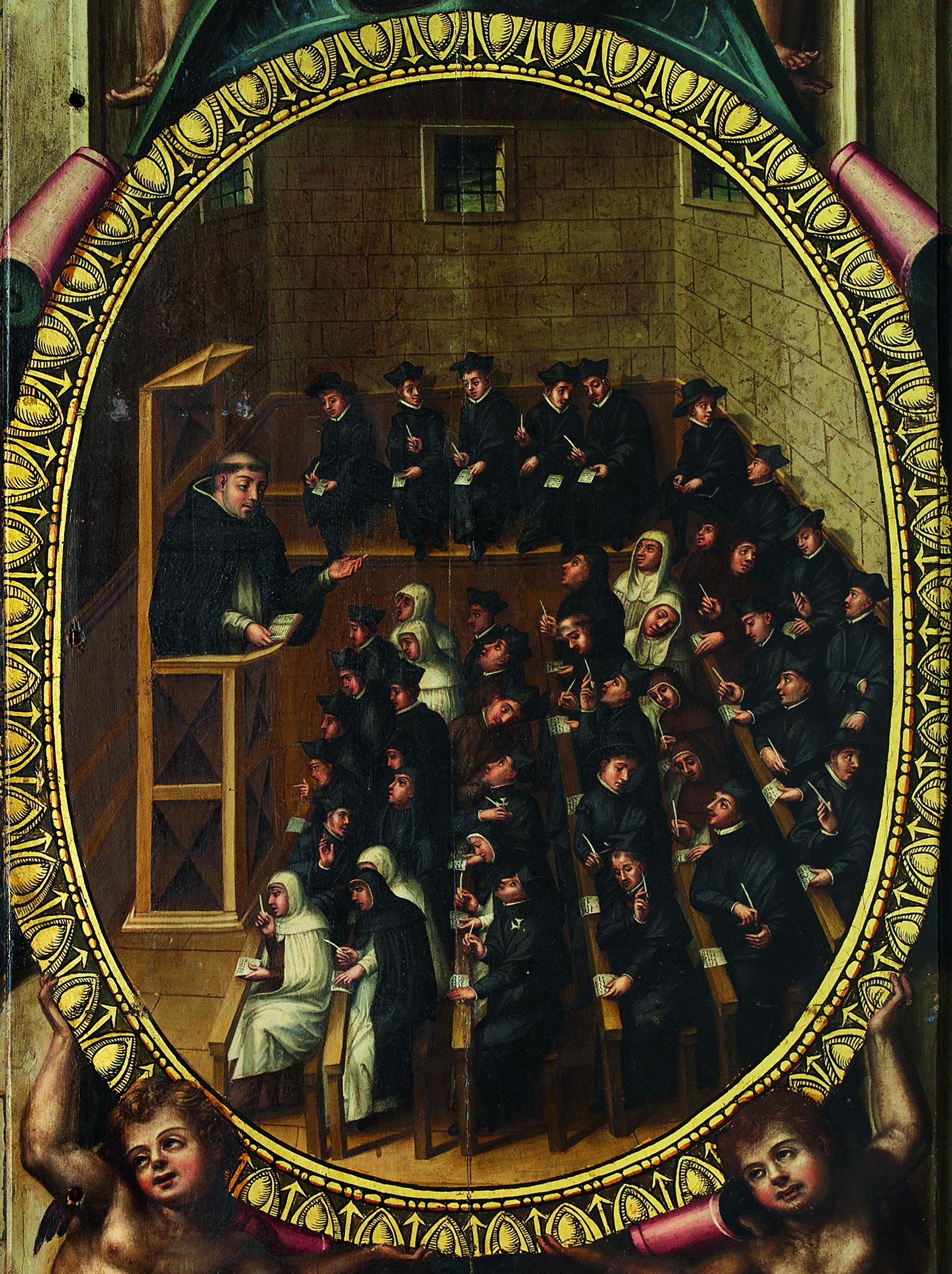
Bajo el auspicio de la lglesia católica medieval, nacieron las primeras universidades.

La Universidad tuvo su origen en las escuelas monásticas y las escuelas catedralicias.
Bajo el auspicio de la Iglesia católica se fundaron las primeras universidades actuales, (tanto de Europa, como de América y Asia). En Europa de las 52 universidades medievales, varias fueron fundadas por obispos o confirmadas por los Papas, entre ellas: Universidad de Bolonia, Universidad de Oxford, Universidad de Cambridge, Universidad de Montpellier, Universidad de Orleans, Universidad de Valladolid, Universidad de Salamanca, Universidad de París(La Sorbona), Universidad de Coímbra, Universidad de Lérida, Universidad de Aviñón, Universidad de Roma "La Sapienza", Universidad de Pisa, Universidad Jaguelónica, Universidad de Orleans, Universidad de Aviñón, Universidad de Heidelberg, Universidad de Colonia, Universidad de Ferrara, Universidad Católica de Lovaina. Otras que fueron fundadas posteriormente son : la Universidad de Basilea, Universidad de Upsala, Universidad de Alcalá.
David C. Lindberg dice:

Debo decir enfáticamente que dentro del sistema educativo el maestro medieval tenía un gran nivel de libertad. El estereotipo de la Edad Media nos muestra al profesor como un ser invertebrado y servil, un esclavizado seguidor de Aristóteles y de los Padres de la Iglesia (exactamente como una persona puede ser un seguidor esclavizado de ambos, el estereotipo no lo explica), temerosos de apartarse de una iota de las demandas de la autoridad. Existía un límite importante en lo que se refería a la teología, desde luego, pero dentro de esos límites el maestro medieval disfrutaba de una libertad de pensamiento y expresión verdaderamente remarcable; casi no hubo doctrina filosófica o teológica, que no fue sometida a un escrupuloso escrutinio y crítica por los eruditos en la Universidad medieval.

Según historiadores como Edward Grant y Thomas Woods, lo que hizo posible que la Civilización Occidental desarrollara las ciencias, fue el arraigado espíritu de investigación, consecuencia natural en el énfasis en la razón iniciada en la Edad Media. Con excepción de las Verdades reveladas, la razón fue entronizada en las universidades medievales como el último árbitro para la mayoría de los argumentos intelectuales y controversias, siendo natural para los eruditos universitarios emplear la razón para investigar temáticas en áreas que no habían sido exploradas antes, o discutir posibilidades que previamente no habían sido seriamente tratadas.
Entre las primeras universidades de América figuran la Universidad Mayor de San Marcos, y la Universidad Santo Tomás de Aquino, ambas fundadas en el siglo XVI. En Asia por su parte, destacan como las primeras en crearse la Universidad de Santo Tomás (Filipinas), (fundada por Dominicos), y la Universidad de San Carlos (Filipinas), (fundada por Jesuitas).

#### Medicina medieval

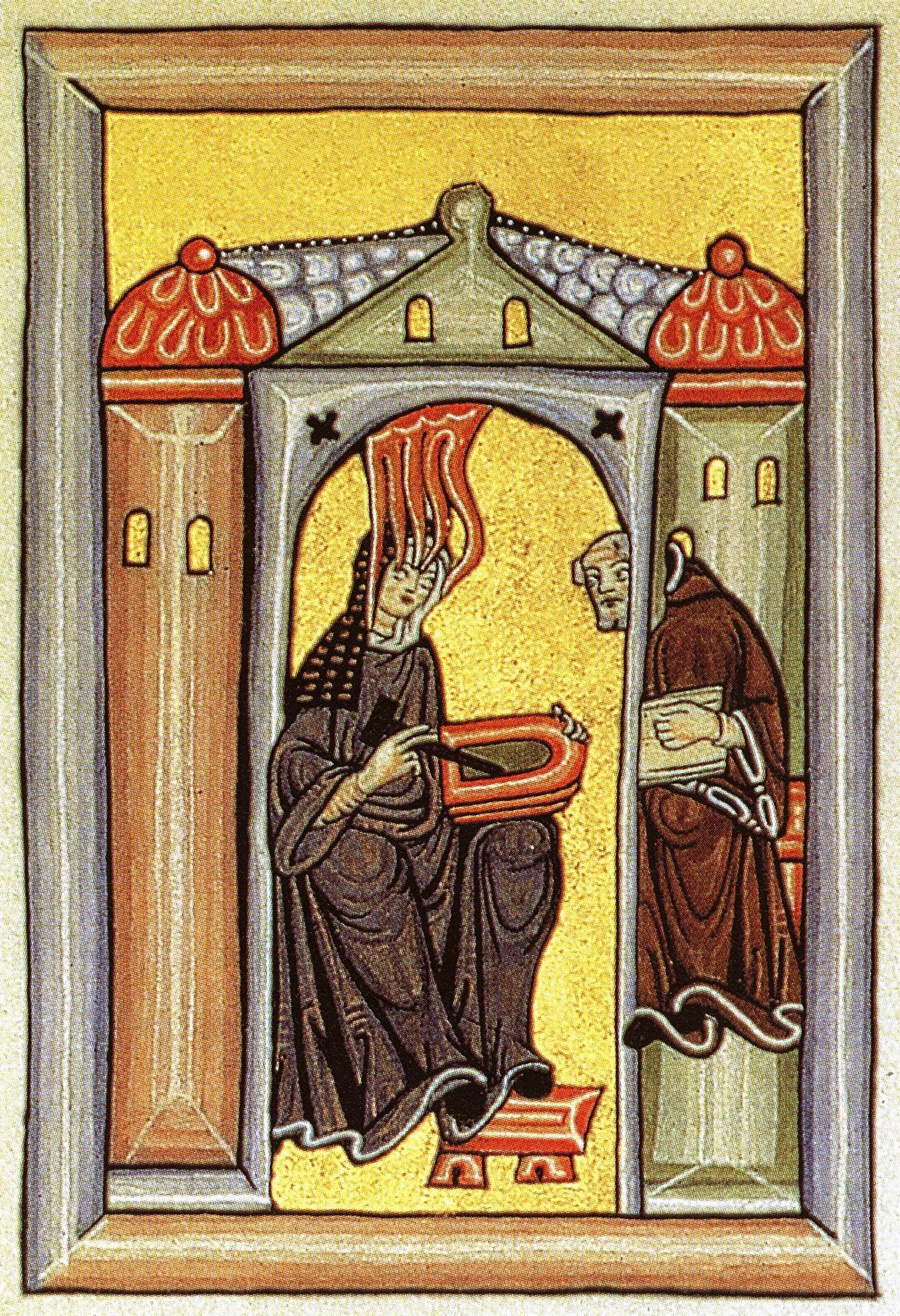
Dibujo de la monja, médico y mística Hildegard de Bingen dictando iluminada a un secretario.

Los religiosos de esa época, al conservar en sus bibliotecas libros de herbarios medievales, pusieron en practica los usos medicinales de las plantas.Es el caso de los dominicos florentinos, fundadores de la farmacia de Santa María Novella, considerada la más antigua de Europa.
Entre los médicos destacados (clérigos o seglares, hombres y mujeres), que aportaron a la medicina medieval en Europa Occidental se encontraban varios egresados de prestigiosas escuelas laicas de medicina como la Escuela de Salerno, la Escuela de Montpellier y la Escuela de Bolonia:
- Alfano I  (¿-1085),  monje, médico, escritor, teólogo, traductor y arquitecto.
- Hildegard de Bingen (1098-1179), monja abadesa, médico y naturalista. Autora del "Liber simplicis medicinae".[59]
- Constantino el Africano  (1010-1087) , monje, principal traductor y difusor de los conocimientos de los textos árabes.
- Trotula de Salerno  (¿-1097), fue una de las médicas de Salermo, considera la primera ginecóloga de la historia.
- Teodorico Borgognoni (1206-1298), dominico, introdujo la antisepsia quirúrgica, precursor de la anestesia moderna.
- Guillermo de Saliceto (1210-1278), escribió el primer tratado que se conoce de anatomía topográfica.
- Arnau de Vilanova (1240-1311), médico y teólogo, escribió obras claves para la medicina europea medieval.
- Juan Gil de Zamora (1241-1318), franciscano, escribió obras sobre medicina, historia, biología, etc.
- Magistra Hersend (¿-1259), médico, partera y cirujana real.
- Henri de Mondeville (1260-1320), fue profesor de anatomía en Montpellier y cirujano de Felipe el Hermoso.
- Mondino de Luzzi (1270-1326), profesor, médico anatomista y autor del primer texto anatómico moderno.
- Guy de Chauliac (1290-1368), considerado como el padre de la cirugía moderna.
- Juan XXI (papa de 1276 a 1277), aportó grandemente a la medicina, enseñando en la Universidad de Siena
- Alessandra Giliani (1307-1326), primera mujer registrada en la historia como practicante de la anatomía.
- Dorotea Bucca (1360-1436), médica y filósofa quien ejerció el magisterio en la Universidad de Bolonia.
- Marsilio Ficino (1433-1499), clérigo y médico, cofundador y miembro de la Academia platónica florentina.
- Antonio Benivieni (1443-1502), fundador de la Anatomía patológica.
- Ferdinando Ponzetti (1444-1527), eclesiástico, médico, teólogo y filósofo.
- Pedro Dolese (1460-1531), doctor, físico atomista y catedrático de medicina.
- Alejandro Achillini (1463-1512), profesor de anatomía y pionero de la medicina forense.

#### Astronomía, Matemática y disciplinas varias
- Hermann von Reichenau (1013-1054), se dedicó a diversas ciencias —astronomía, geometría y medicina, entre otras.Muy importante sus descripciones de astrolabios y sus aportaciones en gnomónica.
- Johannes de Sacrobosco (1195?-1256), monje, astrónomo y profesor de la Universidad de París.Publicó libros como De sphaera mundi, que trataba la división del día, el movimiento de los planetas, el fenómeno de los eclipses y las propiedades de la esfera, entre otros asuntos y De Anni Ratione donde señala que el calendario juliano tiene un error de 10 días; un cráter de la luna lleva su nombre.
- Nicolas de Cusa (1401-1464), matemático, filósofo, astrónomo y cardenal alemán. Realizó aportes a los conceptos del infinitesimal y a la velocidad relativa.Es considerado personaje clave en la transición del pensamiento medieval al del Renacimiento.
- Johann Müller Regiomontano (1436-1476), obispo que destacó en astronomía y discípulo del cardenal Basilio Besarión, un erudito griego emigrado a Occidente luego de la caída de Constantinopla.

#### Esfericidad de la Tierra

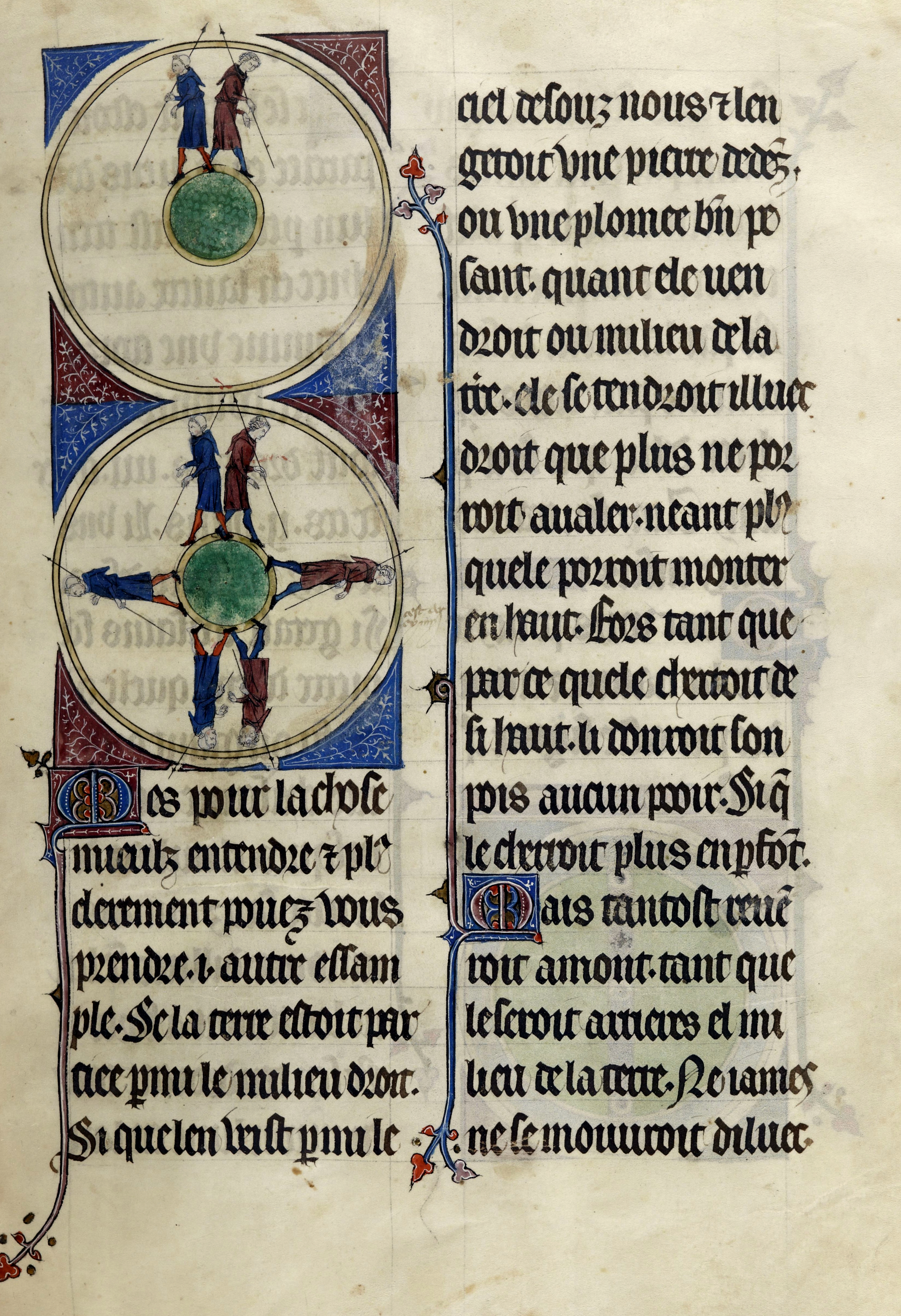
Ilustración de la Tierra esférica en L'Image du monde (c. 1246).

El mito de la tierra plana es un malentendido moderno según el cual la visión dominante en la Edad Media fue creer que la Tierra no era esférica sino plana.
Los obispos Basilio el Grande y Agustín de Hipona daban por hecho que la Tierra era esférica, aunque para ellos el tema era irrelevante (san Agustín sostenía que era imposible que hubiera seres humanos habitando en las antípodas de la Tierra). Lactancio y Cosmas Indicopleustes sostuvieron la teoría de la Tierra Plana. En el siglo VIII, Beda el Venerable defendía la esfericidad de la Tierra y de allí en más todos los pensadores eclesiásticos sostuvieron la teoría de la Tierra con forma esférica, como por ejemplo Virgilio de Salzburgo, Juan de Sabrosco, Gautier de Metz o el destacado obispo, teólogo, geógrafo y filósofo Alberto Magno.

#### Vida en otros planetas
El obispo Étienne Tempier sostenía que, al contrario que Aristóteles, Dios pudo haber creado más mundos. El obispo Nicolás Oresme estuvo de acuerdo con la posible existencia de una multiplicidad de mundos a través del tiempo o separado por el espacio. El cardenal Nicolás de Cusa consideró como posible la existencia de vida en la Luna y en el Sol.
En 1600 el filósofo Giordano Bruno fue condenado a la hoguera por la Inquisición romana no por sus ideas acerca de la existencia de la pluralidad de mundos (o por algún planteamiento de tipo científico), sino por su heterodoxia religiosa considerada herética, (ya Bruno había sido excomulgado aparte de la propia Iglesia católica, por la Iglesia luterana y por el Calvinismo).

### Ciencia moderna

#### Astronomía

##### Nicolás Copérnico
Nicolás Copérnico fue un canónigo polaco, además de astrónomo, jurista, economista y matemático, considerado el precursor de la astronomía actual.
James Burke señala que la necesidad de establecer un calendario llevó a que Copérnico postulara la teoría del heliocentrismo.
Su obra máxima De revolutionibus orbium coelestium, está dedicada al papa Paulo III. Es considerada el inicio de la astronomía moderna y pieza clave en la Revolución científica del Renacimiento.

##### Galileo Galilei

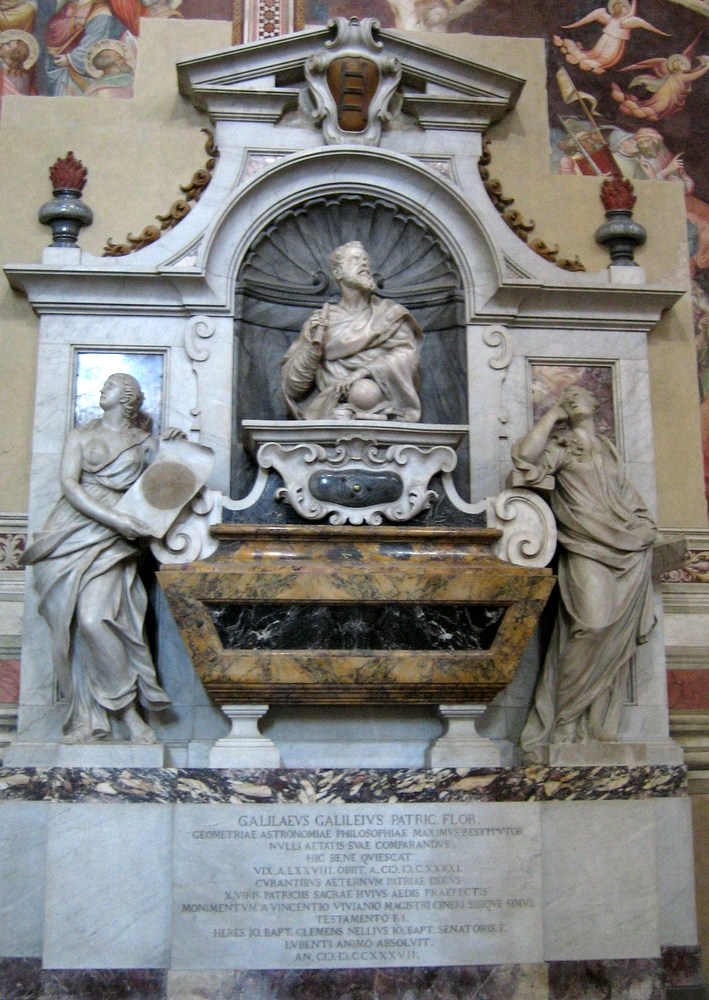
Tumba y monumento a Galileo en la Basílica de la Santa Cruz (Florencia)

El caso de Galileo Galilei con la Iglesia fue complejo. Galilei era miembro destacado de la Academia Nacional de los Linces, creada en 1603 por el principe Federico Cesi y patrocinada por el Papa Clemente VIII. La jerarquía le autorizó enseñar el sistema heliocéntrico copernicano, pero solamente como una simple hipótesis y no como una verdad física. Sin embargo, en lugar de ello, Galileo publicó Diálogos sobre los dos máximos sistemas del mundo, por lo fue llamado a declarar ante el Santo Oficio. Los teólogos y astrónomos de dicho tribunal le exigieron probar fehacientemente la teoría heliocéntrica, de la cual pudo dar argumentos teológicos, más no pruebas científicas. Así, fue sentenciado a retractarse, a guardar silencio, y a una especie de arresto domiciliario de por vida. Galileo murió en 1642, jamás fue excomulgado, encerrado en una mazmorra, torturado y mucho menos quemado vivo.

Hay que comprender que la mayoría de la gente pensaba que el sistema copernicano era totalmente ridículo; además nadie quería adoptar el sistema copernicano... la controversia de Galileo “cambió esencialmente la forma en que hacemos ciencia porque hoy la ciencia trabaja sobre todo por la persuasión y no por las pruebas, y Galileo influyó mucho en que esto ocurriera.
Owen Gingerich

Sobre este punto Vittorio Messori, refrenda y comenta lo siguiente:

Si a partir del siglo XVII la ciencia parece emigrar primero al norte de Europa y luego al otro lado del Atlántico —es decir, fuera de la órbita de las regiones católicas—, el motivo está en la desviación del curso seguido por la propia ciencia. Ante todo, los costosos instrumentos (de los que el mismo Galileo es pionero), requieren fondos y laboratorios que solo pueden permitirse países económicamente avanzados... la ciencia, desde el momento en que se pone al servicio de la tecnología, puede desarrollarse sobre todo en países que, como los nórdicos, han conocido una muy temprana revolución industrial... Es decir, mientras que antes la ciencia solo tenía relación con la inteligencia, la cultura, la filosofía y las mismas artes, a partir de la época moderna está vinculada al comercio, la industria y la guerra.

Sería el erudito e ilustrado papa Benedicto XIV, quien autorizó por primera vez la impresión de todas las obras de Galileo en 1741.

### SiglosXVIalXX

#### Ciencia y Cultura

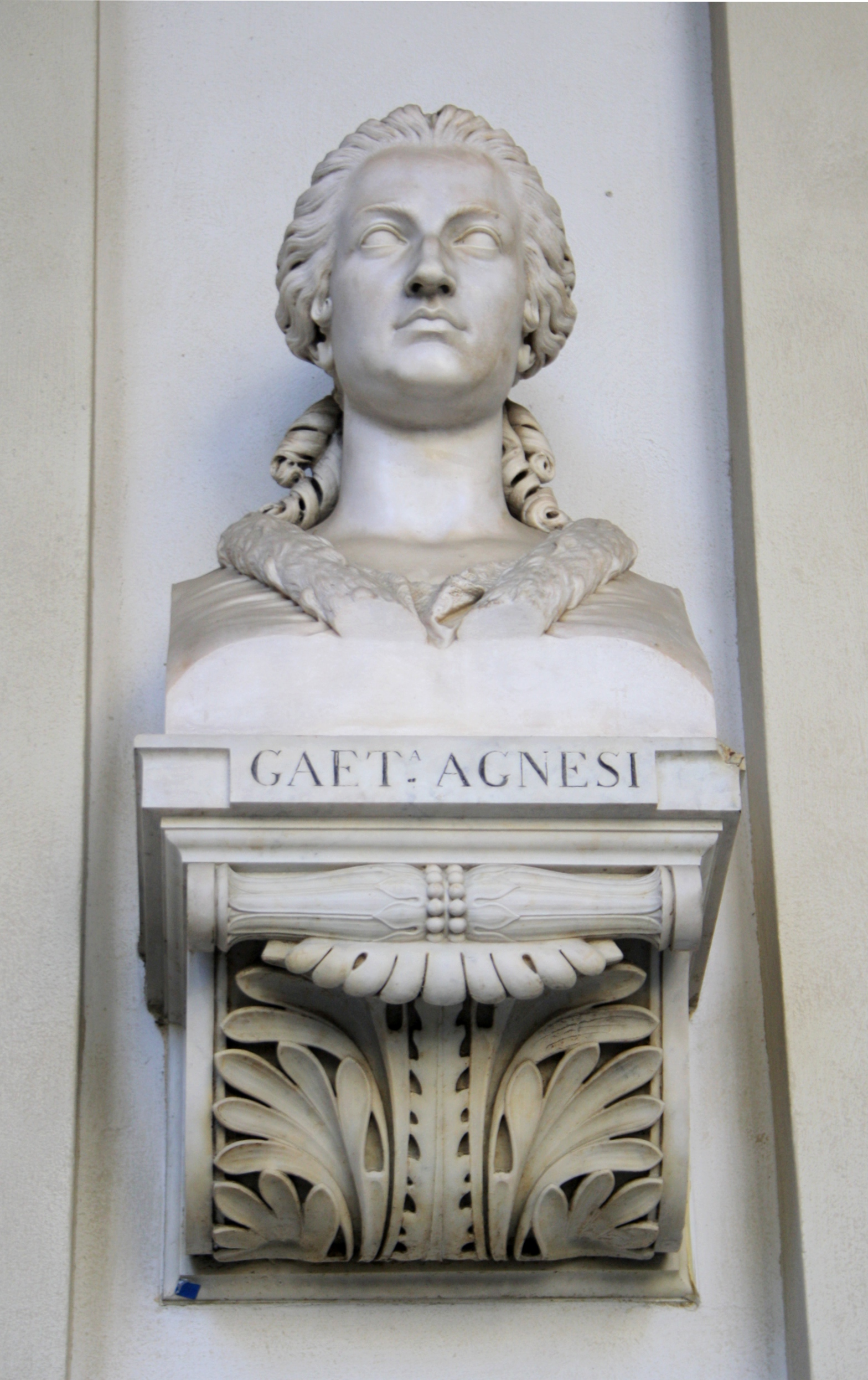
Busto de Maria Gaetana Agnesi.

Clérigos y monjas de este período que aportaron a la ciencia y la cultura:
- Luca Pacioli, fraile franciscano italiano considerado el Padre de la Contabilidad moderna.
- Ángela de Mérici, religiosa italiana fundadora de la primera congregación especializada en la educación de la mujer.
- Juan de Dios, clérigo español, enfermero y reformador de la asistencia hospitalaria y psiquiátrica.[70]
- Bernardino de Sahagún, misionero franciscano español, estimado como el pionero de la etnografía.
- Gregorio XIII, papa italiano, sustituyó el calendario juliano por el gregoriano, el más usado en el mundo.
- Gabriel Falopio, canónigo italiano y gran anatomista, estudió (entre otras cosas), los órganos reproductores de ambos sexos.
- Ambrosio de Morales, humanista, historiador y arqueólogo español, de la Orden Jerónima.
- Domingo de Soto, dominico español, descubrió la aceleración constante de un cuerpo en caída libre, (base de los estudios de Galileo y Newton).[34]
- Ignacio Danti, sacerdote Italiano, matemático, astrónomo, y cosmógrafo.
- José de Calasanz,  sacerdote español, iniciador de la Pedagogía moderna y la educación inclusiva.[71]
- Camilo de Lelis, sacerdote y religioso italiano, humanizó la asistencia sanitaria, precursor de la Cruz Roja.
- Marin Mersenne, sacerdote francés, reconocido matemático y padre de la acústica.
- Pedro Ponce de León, benedictino español, uno de los primeros educadores de niños sordos.[72]
- Benedetto Castelli, monje italiano, matemático y físico que desarrolló la hidráulica experimental europea.[73]
- Vicente de Paúl, sacerdote francés, fundador, considerado un precursor del Trabajo social.
- Jean Mabillon, monje e historiador francés, fundador de la diplomática y la paleografía.
- Giovanni Battista Odierna, astrónomo y sacerdote italiano, primero en catalogar formalmente los objetos celestes no estelares.
- Pierre Gassendi, sacerdote francés y uno de los primeros en la historia en medir la velocidad del sonido.
- Bonaventura Cavalieri, matemático italiano, miembro de los jesuatos, cuyo trabajo anticipó al cálculo infinitesimal.
- Francesco Maria Grimaldi, sacerdote italiano y físico que descubrió la difracción de luz.
- Jean Picard, clérigo francés, primera persona en la historia en obtener una medida muy exacta del radio terrestre.
- Blaise Pascal, teólogo seglar francés, polímata, matemático, físico, inventor, filósofo y escritor.
- Vincenzo Maria Coronelli, franciscano veneciano, fundador de la primera sociedad geográfica del mundo.
- Louis Éconches Feuillée, explorador, botánico, geógrafo, astrónomo y sacerdote francés.
- Prokop Diviš, sacerdote checo, desarrolló uno de los primeros pararrayos en Europa.
- Edme Mariotte, abab y filósofo francés autor junto con Robert Boyle de la ley de Boyle-Mariotte.
- Nicolás Steno, obispo y anatomista danés, considerado el Padre de la Geología.
- Antonio Vivaldi, sacerdote veneciano, profesor y gran compositor.
- Benito Jerónimo Feijoo, benedictino español, refutó en su libro Teatro crítico universal, varias creencias de su época.
- Juan Bautista de La Salle, sacerdote francés conocido como el reformador de la Enseñanza Moderna .[74]
- Giovanni Battista Beccaria, religioso esculapio italiano considerado uno de los pioneros en la investigación de la electricidad.
- Laura Bassi, seglar católica de los Estados Pontificios, fue física, matemática y catedrática universitaria.
- Lazzaro Spallanzani, sacerdote italiano, por sus investigaciones fue llamado "biólogo de biólogos".
- Maria Gaetana Agnesi, religiosa italiana, designada por Benedicto XIV profesora en la Universidad de Bolonia.Primera mujer en la historia como catedrática matemática.
- Juan Ignacio Molina, sacerdote  hispano-chileno, naturalista, geógrafo y cronista.
- Giuseppe Piazzi, religioso teatino italiano, descubridor de Ceres y fundador del Observatorio Astronómico de Palermo.[75]
- Luigi Galvani, médico, fisiólogo, físico y franciscano seglar italiano, sus estudios descifraron la naturaleza del impulso nervioso.
- Antonio José de Cavanilles, sacerdote ilustrado, botánico y naturalista español.
- Giuseppe Gasparo Mezzofanti, cardenal italiano, conocido como uno de los más grandes políglotas y lingüistas de la historia.
- José Celestino Mutis, presbítero español, médico y geógrafo, aportó grandemente a la Botánica.
- Pedro Manuel Chaparro, fraile hispano-chileno de la Orden Hospitalaria de San Juan de Dios, pionero de la vacuna antivariólica.[76]
- Giovanni Battista Venturi, físico italiano, quien descubrió el efecto Venturi.
- Bernard Bolzano, epistemólogo y sacerdote bohemio, coautor del teorema de Bolzano-Weierstrass.
- Félix Varela, Presbítero cubano, inventor, profesor de Física y fundador de instituciones culturales y catedráticas.[77]
- Jean Baptiste Carnoy, sacerdote belga. Naturalista, botánico, micólogo, catedrático en Lovaina y el consolidador de la Citología.
- Julian Tenison Woods, sacerdote inglés, geólogo, paleontólogo y pteridólogo.
- Gregor Mendel, sacerdote agustino austríaco, descubridor de las leyes de la Genética, y por tanto el Padre de la Genética.
- Andrew Gordon, benedictino escocés, constructor del primer motor eléctrico simple.
- René Just Haüy, abate francés, considerado el fundador de la cristalografía.
- Giuseppe Zamboni, sacerdote italiano, inventó una pila precedente de la batería eléctrica.
- Jan Dzierżon, clérigo polaco, padre de la apicultura moderna.
- Armand David, misionero y naturalista francés. Reveló a Occidente especies de flora y fauna desconocidas por la ciencia.
- Francesco Faà di Bruno, sacerdote y matemático italiano, famoso por la Fórmula de Faà di Bruno.
- George Mary Searle, sacerdote paulista estadounidense quien descubrió seis galaxias.
- Antonio Stoppani, presbítero , geólogo y paleontólogo, padre de la geología italiana.
- Giacomo Bresadola, sacerdote y eminente micólogo. Fundador de la Sociedad Micológica de Francia
- Eugenio Barsanti, sacerdote e ingeniero italiano coinventor del motor de combustión interna.
- Sebastian Kneipp, sacerdote alemán, precursor de la hidroterapia y la medicina natural.
- August Musger, sacerdote y físico austriaco inventor de la cámara cinematográfica lenta.
- Jozef Murgaš , arquitecto, inventor, botánico y sacerdote eslovaco, contribuyó al desarrollo de la telegrafía sin hilos.
- Carlos de Foucauld, religioso francés, su obra lexicográfica es referencial para el conocimiento de la cultura y la lengua tuareg.
- Roberto Landell de Moura, sacerdote e inventor brasileño, primero en transmitir la voz humana a través de un dispositivo inalámbrico.
- Giuseppe Mercalli sacerdote, sismólogo y vulcanólogo italiano creador de la escala sismológica de Mercalli.
- Georges Lemaître sacerdote belga, autor primero de la teoría de la expansión del Universo, conocida como la Teoría del Big Bang.
- Henri Breuil abate francés, prehistoriador, geólogo, etnólogo y pionero en el estudio del arte Paleolítico.
- Hugo Obermaier sacerdote alemán, instruido en arqueología, geografía, geología, paleontología, etnología, filología y anatomía humana.
- Ramón María Aller Ulloa, matemático y astrónomo y sacerdote español.
- Alberto María de Agostini, salesiano italiano, geógrafo, documentalista y montañista
- Carlos Crespi Croci sacerdote italiano dedicado a la educación, cine, antropología y arqueología
- Emilia Ponzoni, Regina Colombo, Concetta Finardi y Luigia Panceri, monjas italianas participantes del proyecto Carte du Ciel, clasificando medio millón de estrellas.[78][79]
- María del Carmen Ortiz de Arce, monja española, inventó un aparato para que invidentes pudiesen escribir en sistema Braille y Llorens.
- Mary Kenneth Keller, monja estadounidense, pionera en el campo de la informática.
- Hilary Ross, bioquímica vicentina norteamericana, precursora en el control del basilo del Cólera.
- Mary Ignatia Gavin, religiosa y enfermera estadounidense, considerada una cofundadora de Alcohólicos Anónimos.
- Miriam Stimson, dominica norteamericana, pionera en la espectroscopía infrarroja y la comprensión del ADN.

#### Derecho
La Iglesia ha hecho grandes contribuciones al Derecho. Por ejemplo, Francisco de Vitoria (fundador del Derecho Internacional), fue dominico y catedrático de la Escuela de Salamanca.Fue en esta escuela donde se establecieron las bases de los Derechos humanos. Profesores de dicha escuela defendieron los derechos de los americanos que se debatieron en la reunión conocida como la Junta de Valladolid. Los habitantes originarios de América no se mencionaban en la Biblia y no se encontraban dentro del linaje de Adán. Pero la Iglesia, con la Bula Sublimus Dei del papa Pablo III, reconoció a los aborígenes los derechos fundamentales de todo ser humano: la vida y la libertad. Así, varios frailes y misioneros fueron los defensores y protectores de los indígenas, cumpliendo los derechos de estos. Los más conocidos son: fray Bartolomé de las Casas, fray Antonio de Valdivieso, fray Antonio de Montesinos, fray Juan de Zumárraga, fray Toribio de Benavente, fray Pedro de Córdoba, fray Pedro de Gante. Otros clérigos protectores de los amerindios en la época colonial son : fray Vasco de Quiroga , fray Diego Álvarez de Osorio ,  fray Domingo de Betanzos  ,  fray Alonso de Montufar ,   fray Jodoco Ricke , y el padre Luis de Valdivia.Es de destacar que esta tradición de los Derechos Humanos se plasmó también con Francisco Suárez, jesuita, conocido como el filósofo del derecho natural de las gentes. Como posteriormente con el padre Felix Varela, redactor del proyecto de abolición de la esclavitud para su presentación en las Cortes Españolas.

#### Logros científicos de los jesuitas
Los jesuitas participaron en el diseño de los primeros telescopios.
Una mención especial es la relación de los jesuitas con el astrónomo luterano Johannes Kepler. Diez años antes de que Galileo defendiera la Teoría heliocéntrica, Kepler publicó una obra que defendía y ampliaba la teoría heliocéntrica de Copérnico. Dicha posición de Kepler encontró rechazo de sus colegas protestantes, pero obtuvo aceptación entre jesuitas de buena reputación científica. Al ser Kepler expulsado por los luteranos de la Universidad de Tubingen en 1596 y excomulgado por el obispo luterano de Linz, los jesuitas le dieron asilo y protección. Cuando Kepler se halló en dificultades económicas como no poseer un telescopio para continuar sus observaciones, fue el padre jesuita Niccolo Zucchi (diseñador en 1616 del primer telescopio de reflexión cóncavo) quien le donara uno. Incluso cuando el emperador ordenó la expulsión de todos sus súbditos no católicos, los jesuitas intercedieron ante él para que Kepler no fuera expulsado de la Universidad de Graz.Y cuando Kepler sostuvo que los planetas giran alrededor del Sol no en órbita circular, sino elíptica, fue el astrónomo Giovanni Cassini (educado en el Colegio de los Jesuitas en Génova) quien confirmó esto, realizando observaciones en la Basílica de San Petronio.
Destacaron también en astronomía:Cristóbal Clavio (1537-1612), Johann Adam Schall von Bell (1591-1666), Mario Bettinus (1582-1657), Honoré Fabri (1607-1688), Athanasius Kircher (1608-1680), Matteo Ricci (1552-1610), Christopher Sheiner (1575-1650), Christoph Grienberger (1561-1636), Grégoire de Saint-Vincent(1584-1667), Jacques de Billy (1602-1679), Buenaventura Suárez (1679-1750), Giuseppe Piazzi(1746-1826 ), etc.
Giuseppe Asclepi (1706-1776) fue físico, astrónomo y director del observatorio de la Pontificia Universidad Gregoriana. Otro importante centro de investigación astronómica fue el Observatorio de Viena siendo sus directores los prestigiosos jesuitas astrónomos Maximilian Hell (1720-1792) y su sucesor Franz de Paula Triesnecker (1745-1817).
Angelo Secchi (1818-1878) fue pionero de la espectroscopia estelar (sistema que estudia a distancia la composición química de los astros), propuso la catalogación de estrellas en cuatro tipos e hizo importantes estudios solares.
José de Acosta (1540-1600), fue un naturalista español que recogió gran cantidad de información sobre la flora y la fauna de América.Formuló que las especies americanas evolucionaron de otras especies provenientes de Europa (si bien esta idea que las especies americanas proviniesen de Europa es errónea, propuso la idea de la evolución de las especies 300 años antes de Charles Darwin), y que estas especies se adaptaban al medio que la circundaban. También los jesuitas Tomás Falkner (1702-1784) y Florián Paucke (1719-1780) realizaron estudios etnográficos en América del Sur y Falkner descubrió el primer fósil de un megaterio.
A esos nombres de jesuitas científicos también se pueden citar los siguientes:
- Michel Benoist (1515-1774): cartógrafo e ingeniero que estuvo al servicio del emperador chino Qianlong.
- José de Anchieta (1534-1597): humanista, médico, arquitecto, ingeniero y etnólogo.
- Christoph Scheiner (1575-1650): físico y astrónomo, creador del primer telescopio terrestre y de otros diferentes tipos.
- Johann Baptist Cysat (1587-1657): astronómo que demostró que la órbita de los cometas es parabólica y no circular.
- Alexius Sylvius Polonus (1593-1653):constructor de instrumentos astronómicos y estudioso de las manchas solares.
- Giovanni Battista Riccioli (1598-1671): primero en medir la tasa de aceleración de un cuerpo cayendo libremente.
- Ferdinand Verbiest (1623-1688): inventor del primer vehículo a vapor de que se tenga constancia .
- Paolo Casati (1617-1707): su obra tuvo la particularidad jesuita de ver positivamente el trabajo de Galileo.
- Francesco Lana de Terzi (1631-1687): considerado el pionero de la Aeronáutica moderna .
- Georg Joseph Kamel (1661-1706): eminente botánico, en su honor fue nombrado el género Camellia.
- Bartolomeu de Gusmão (1685-1724): instruido en física y las matemáticas, fue famoso por sus inventos.
- Vincenzo Riccati (1707-1775): físico y matemático quien nombró la ecuación de Riccati en honor de su padre.
- Ruđer Bošković (1711-1787) es llamado el "padre de la moderna teoría atómica".[93]
- Christian Mayer (1719-1783): primer estudioso de las estrellas binarias.
- Gyula Fényi (1845-1927): químico, matemático, físico e historiador. Es un referente en estudios sobre el Sol.
- Franz Xaver Kugler (1862-1929): destacado químico, matemático, astrónomo y teólogo.
- James Cullen (1867-1933): profesor de matemáticas que definió los números naturales de Cullen.
- Pierre Teilhard de Chardin (1881–1955): paleontólogo y filósofo, participó del descubrimiento del Hombre de Pekín.

#### Los cráteres de la luna
Como reconocimiento a los aportes al conocimiento científico hecho por sacerdotes católicos, más de 30 cráteres llevan el nombre de sendos sacerdotes jesuitas: Bettinus, Billy, Blancanus, Boscovich, Niccolo Cabeo, Clavius, Cysatus, De Vico, Fenyi, Furnerius, Grimaldi, Griemberger, Hagen, Hell, Kircher, Kugler, Malapert, Mayer, McNally, Théodore Moretus, Petavius, Poczobutt, Riccioli, Riccius, Rodes (Luís Rodés (1881–1939)), Romana, Scheiner, Schoenberger (Georg Schönberger (1596–1645)), Secchi, Simpelius (Hugh Semple) (1596-1654)), Sirsalis, Stein, Tacquet, Tannerus, Triesnecker, Zucchius y Zupus.El Cráter Triesnecker fue nombrado por el padre Franz de Paula Triesnecker. El sacerdote escolapio Giovanni Inghirami da nombre al cráter Inghirami y al vallis Inghirami.

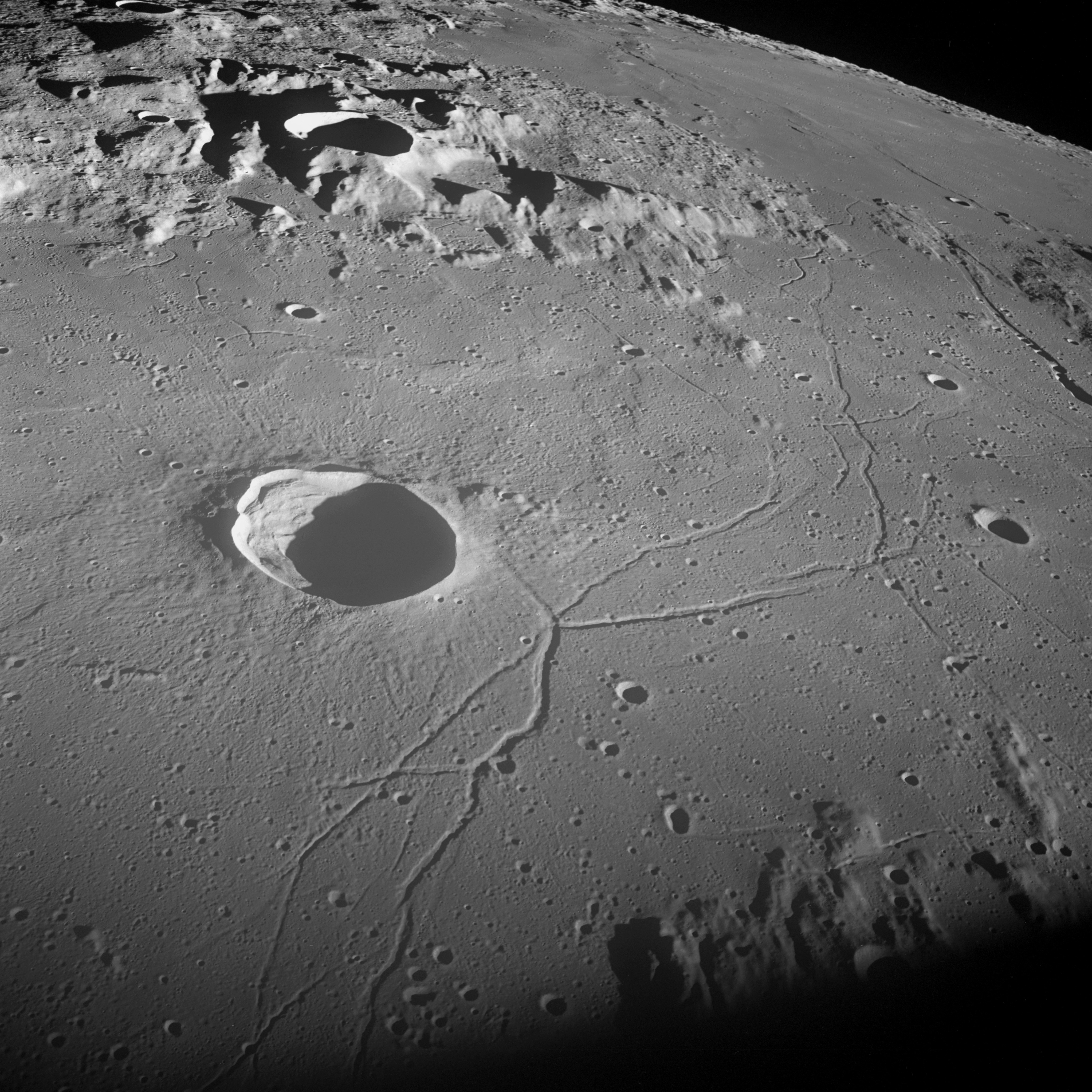
Cráter Triesnecker.
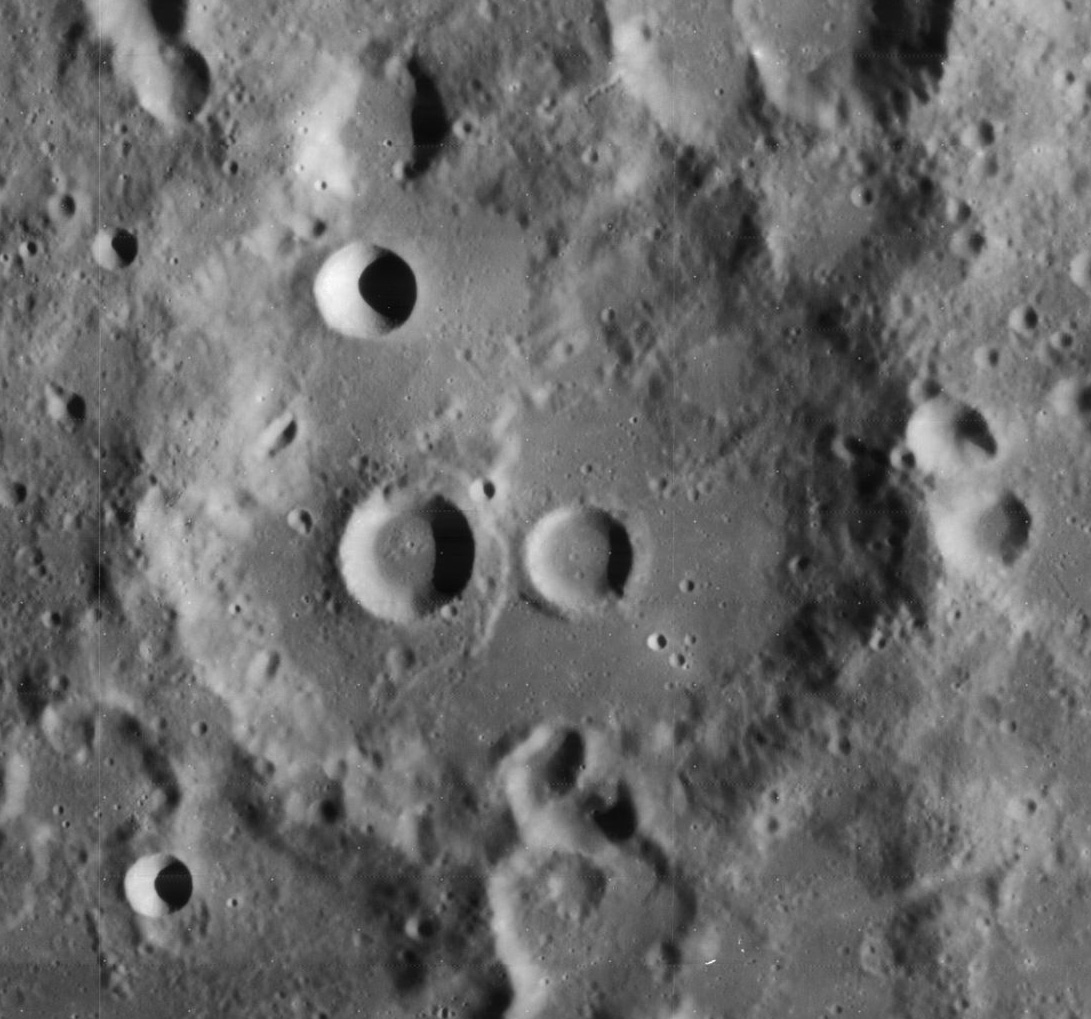
Cráter Sacrobosco.
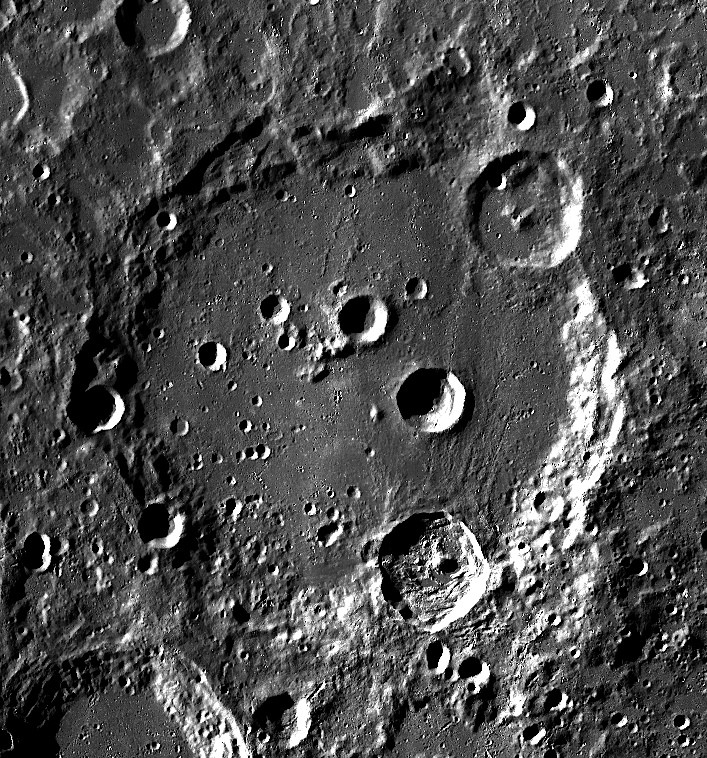
Cráter Clavius.
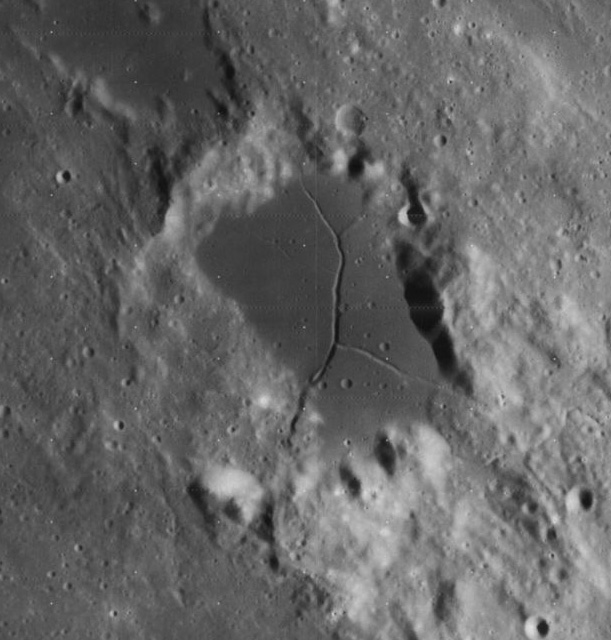
Cráter Boscovich.
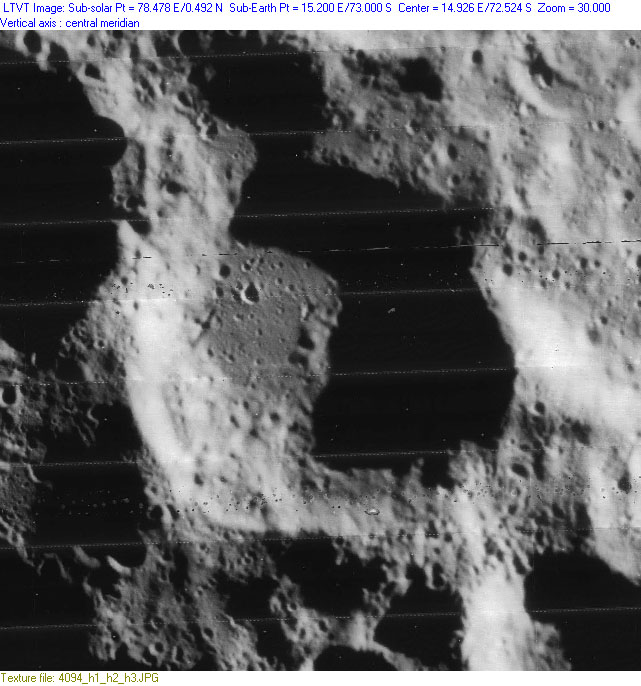
Cráter Simpelius.
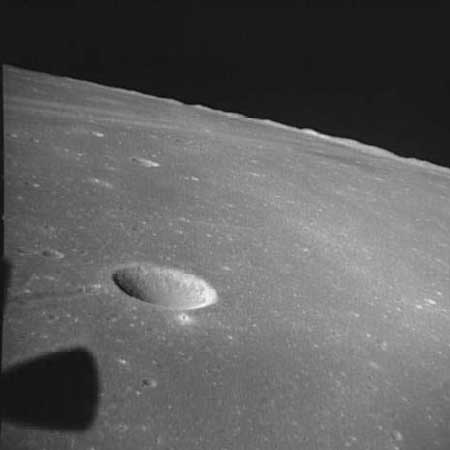
Cráter Secchi.
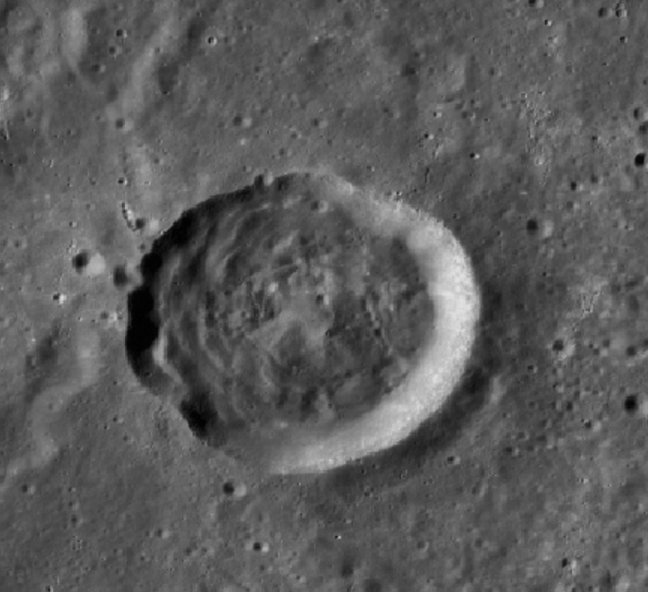
Cráter Hell.
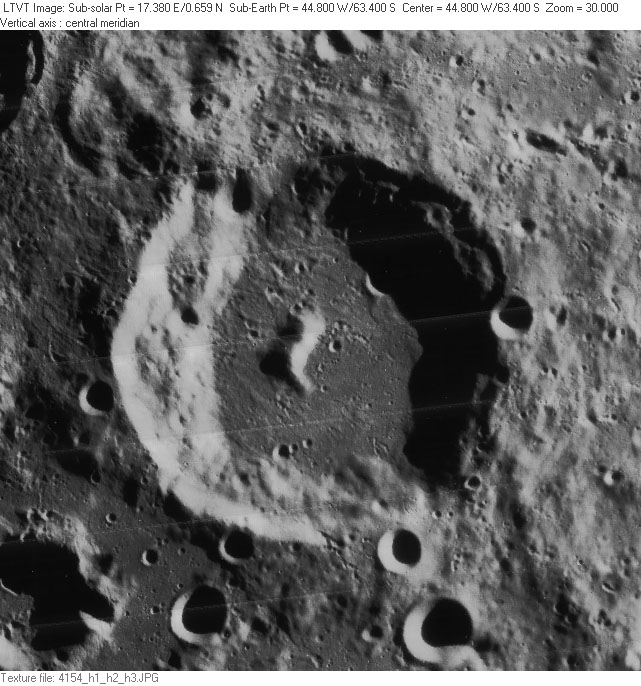
Cráter Bettinus.

#### Teoría del Big Bang
El modelo de la Teoría del Big Bang es la teoría cosmológica actualmente aceptada por la comunidad científica y que trata del origen y temprano desarrollo del Universo conocido. Fue propuesta por primera vez por el sacerdote belga Georges Lemaitre, quien también era astrónomo y profesor de física en la Universidad de Lovaina. Lemaitre fue uno de los primeros en aplicar la Teoría de la Relatividad en la cosmología. Lemaitre teorizó en los años veinte que el Universo comenzó como un punto geométrico al que llamó el "átomo primordial", que estalló y que aún sigue expandiéndose. Stephen Hawking, en su serie para televisión El universo de Stephen Hawking atribuye a Lemaitre el haber formulado la Teoría del Big Bang, en contra a la idea de Albert Einstein quien era partidario de un universo estático; tiempo después Einstein le dio la razón a Lemaitre.

#### Teoría de la evolución de las especies
La posición de la Iglesia fue cauta con respecto a la Teoría de la Evolución (la única condena fue en 1860 en un Concilio de obispos alemanes). Pío IX no realizó una condena explícita a la evolución ni en la Quanta cura ni en el Syllabus. La Comisión Bíblica en 1909 sostuvo que no se ha de buscar rigor científico en el Libro del Génesis en cuanto a la creación del mundo.
La Iglesia advirtió y sancionó solo a unos pocos eclesiásticos que adhirieron a la Teoría de la Evolución: el dominico Marie-Dalmace Leroy, el sacerdote americano John Augustine Zahm, el sacerdote italiano Raffaello Caverni, el obispo italiano Geremia Bonomelli y el obispo John Hedley. El biólogo británico George Jackson Mivart fue excomulgado por la Iglesia pero esto no tuvo nada que ver por su adherencia al evolucionismo.
En España, entre los adherentes al evolucionismo se puede mencionar al cardenal Ceferino González y el teólogo y biólogo Juan González Arintero.
La encíclica Humani generis deja en claro que la Iglesia no se opone a la búsqueda del origen del cuerpo humano por el evolucionismo, (oponese que a partir de este se intente explicar el origen del alma humana). El mismo documento se opone al poligenismo, es decir, cuando se pretende sostener que la humanidad surgió no de una sola pareja macho y hembra, sino de una multiplicidad de ellas. Igualmente el papa Juan Pablo II, recordando la Humani generis, retomaría ese tema ante la Academia Pontífica de ciencias, en un mensaje en octubre de 1996, manifestando lo siguiente: "hoy, casi medio siglo después de la publicación de la encíclica, nuevos conocimientos llevan a pensar que la teoría de la evolución es más que una hipótesis".
Hoy por hoy, según la teología, aunque los puntos de vista de la Revelación y la Evolución se hallaren en planos distintos, no pueden permanecer en conflicto, pues la verdad religiosa no se opone a la verdad científica.

## Actualidad
Durante los siglos XIX y XX científicos católicos laicos hicieron grandes aportes a la ciencia: Louis Pasteur, Henri Becquerel, Enrico Fermi, Guillermo Marconi, Édouard Branly, Alexander Fleming, Pierre Duhem, Edmund Whittaker, Alexis Carrel, José Pascual Vila y Ramón Margalef. También fueron laicos católicos practicantes, cuyas virtudes han sido declaradas por la Iglesia: el investigador y profesor Giuseppe Moscati, el médico José Gregorio Hernández, la química Guadalupe Ortiz de Landázuri, y el genetista Jérôme Lejeune,  descubridor del cromosoma extra del síndrome de Down (quien resignó el Premio Nobel por su postura en defensa a la vida). En el siglo XXI también se destaca el argentino Juan Martín Maldacena, físico teórico y católico.
Entre los representantes de la nueva generación de sacerdotes dedicados a la ciencia se puede mencionar entre varios, al profesor Francisco Nicolau Pous,	al escritor y filósofo Michał Heller, a los jesuitas José María Albareda, Bartomeu Melià, Manuel Carreira, George Coyne, Guy Consolmagno, José Gabriel Funes  y al cisterciense Lluc Torcal Sirera. En el año 1990 monseñor Franz König cofunda la Academia Europea de Ciencias y Artes.
En noviembre de 2009 se realiza la primera Conferencia de Astrobiología en la Academia Pontificia de las Ciencias y la conferencia fue organizada por el padre José Gabriel Funes. Uno de los conferencistas el profesor Chris Impey de la Universidad de Arizona dijo que “este diálogo y los resultados de la ciencia están siendo presentados en la casa del papa, está ocurriendo en el corazón de la Iglesia católica. La receptividad de la información es la cosa más importante”.
Años antes, el papa Juan Pablo ll en una carta de junio de 1988 dirigida al director del Observatorio Vaticano, escribió lo siguiente:

La ciencia puede liberar a la religión de error y superstición; 
la religión puede purificar la ciencia de idolatría y falsos absolutos. 
Cada una puede atraer a la otra hacia un mundo más amplio, un mundo en el que ambas pueden florecer.

### Pontificia Academia de las Ciencias

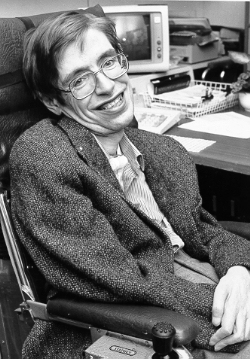
Stephen Hawking fue miembro de la Academia Pontificia.

La Pontificia Academia de las Ciencias tiene sus orígenes en lo que era la Academia Nacional de los Linces (creada en Roma por el príncipe Federico Cesi y bajo el patrocinio de Clemente VIII). El papa Pío XI volvió a refundar la Academia en 1936 y le dio su nombre actual. Bajo la protección del papa presente, el objetivo de dicha Academia es promover el progreso de las ciencias y el estudio de los problemas epistemológicos relacionados.
Está integrada por muchos de los principales científicos del mundo (incluyendo premios Nobel), para actuar como asesores del papa. La Academia tiene una membresía internacional que incluye a científicos como Martin Rees y Charles Hard Townes (o al recordado Stephen Hawking).

### Observatorio astronómico Vaticano

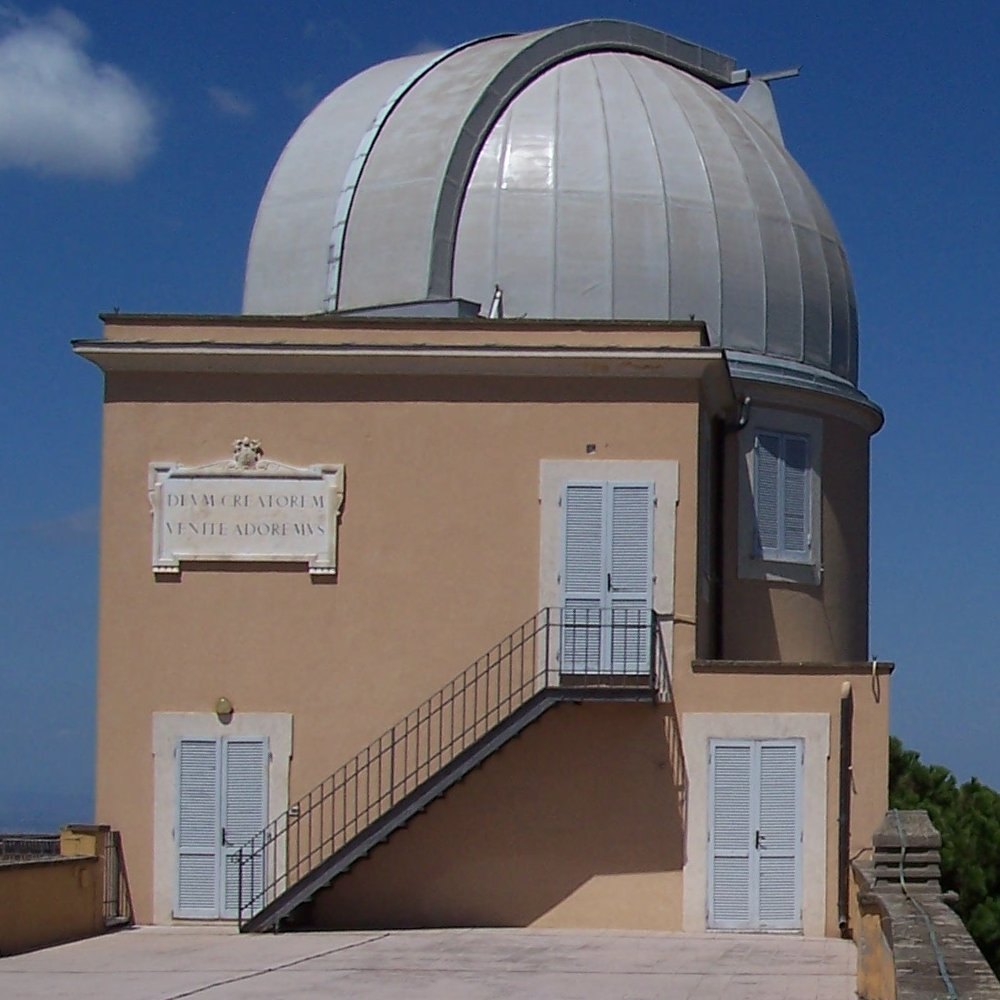
Observatorio Vaticano.

El Observatorio Vaticano es una institución de investigación astronómica dependiente de la Santa Sede. En la actualidad tiene dos ubicaciones: la sede central se encuentra en el Palacio de Castel Gandolfo en Italia, otra en el observatorio Internacional del Monte Graham (Estados Unidos) donde se construyó el Telescopio Vaticano de Tecnología Avanzada (VATT).

### Relación de la Iglesia con la Revolución científica
En 1875 el químico e historiador John William Draper escribió una obra titulada Historia de los conflictos entre la religión y la ciencia, en donde presentaba a la Iglesia católica como enemiga de la ciencia, (a esta tesis se adhirió Andrew Dickson White). La obra fue refutada y criticada por anticatólica por Tomás Cámara, Miguel Mir y Marcelino Menéndez Pelayo.
Steven Shapin dice que en los últimos años de la Era Victoriana era muy común escribir acerca del 'estado de guerra entre la ciencia y la religión', suponiendo que estos dos cuerpos de cultura habrían de estar en permanente conflicto. Y estas suposiciones han sido sostenidas por muy largo tiempo por los historiadores de la ciencia.
John Hedley Brooke dice que “en sus formas tradicionales, la tesis de conflicto (religión vs. ciencia) ha sido largamente desacreditada”. David Lindberg dice que “a pesar de un consenso desarrollado entre los eruditos que la ciencia y la religión no han estado en guerra, la noción de conflicto se niega a morir”.
Un gran número de mitos se han creado respecto al conflicto de la ciencia con la religión. En el libro Cero: la biografía de una idea peligrosa, Charles Seife sostiene falsamente que la Iglesia católica prohibió el uso del cero. En 1543 Andrés Vesalio afirmó erróneammente que la Iglesia había prohibido la disección de cadáveres. Igualmente erronéa fue la creencia que la Iglesia prohibió las cirugías basándose en el supuestro principio Ecclesia abhorret a sanguine (La Iglesia aborrece la sangre), el cual no existe en ningún documento eclesial. Carl Sagan sostenía que en 1456 el papa Calixto III excomulgó al Cometa Halley. Este mito de Calixto III y dicho cometa fue creado por Pierre Simon Laplace y elaborado por François Arago, Camille Flammarion, Jacques Babinet, William Henry Smyth, Henry Draper y Andrew Dickson White.
Sobre el origen de la Revolución científica del siglo XVII varias teorías se han elaborado; el sociólogo Robert K. Merton la atribuye al puritanismo, la historiadora Frances Yates lo atribuye a la magia hermética y Thomas Kuhn a su sistema de períodos de normalidad científica y de revolución.
Edward Grant dice que “si los pensamientos racionales revolucionarios fueron expresados en la Era de la Razón (el siglo XVIII), solo fue posible debido a la larga tradición medieval que estableció el uso de la razón como una de las más importantes actividades humanas”.
Según el sacerdote Stanley L. Jaki y el historiador Pierre Duhem,  la ciencia en Europa occidental surgió por medio de la teología católica.
También Thomas Woods, Alistair Cameron Crombie, David C. Lindberg, Edward Grant, Thomas Goldstein y J. L. Heilbron destacaron las contribuciones de la Iglesia al desarrollo de la ciencia moderna. Rodney Stark sostiene:

Si los seguidores de Jesús se hubiesen mantenido como una oscura secta judía, la mayoría de ustedes no habrían aprendido a leer y el resto de ustedes estaría leyendo de rollos copiados a mano. Sin una teología comprometida con la razón, el progreso y la igualdad moral, hoy el mundo entero estaría como las sociedades no europeas estaban, digamos, en 1800: un mundo con muchos astrólogos y alquimistas, pero no con científicos. Un mundo de déspotas, carente de universidades, bancos, fábricas, anteojos, chimeneas y pianos. Un mundo donde la mayoría de los niños no llegan a la edad de cinco y muchas mujeres muriendo durante el trabajo de parto, un mundo verdaderamente viviendo en "edades oscuras".